# 拉萨尔萨德普马雷达
拉萨尔萨德普马雷达，是西班牙卡斯蒂利亚-莱昂萨拉曼卡省的一个市镇。 总面积28平方公里，总人口169人（2001年），人口密度6人/平方公里。